# Baktakék
Baktakék este un sat în districtul Encs, județul Borsod-Abaúj-Zemplén, Ungaria, având o populație de 728 de locuitori (2011). 

## Demografie
Componența etnică a satului Baktakék
     Maghiari (70,97%)
     Romi (28,76%)
     Necunoscut (0,28%)
     Alții (0,28%)
Componența confesională a satului Baktakék
     Greco-catolici (32,42%)
     Reformați (26,24%)
     Romano-catolici (19,09%)
     Fără religie (8,65%)
     Necunoscută (11,81%)
     Alte religii (1,79%)
Conform recensământului din 2011, satul Baktakék avea 728 de locuitori. Din punct de vedere etnic, majoritatea locuitorilor (70,97%) erau maghiari, cu o minoritate de romi (28,76%). Apartenența etnică nu este cunoscută în cazul a 0,28% din locuitori. Nu există o religie majoritară, locuitorii fiind greco-catolici (32,42%), reformați (26,24%), romano-catolici (19,09%) și persoane fără religie (8,65%). Pentru 11,81% din locuitori nu este cunoscută apartenența confesională.